# Svenskt perioperativt register
Svenskt perioperativt register (SPOR) är ett svenskt dataregister som samlar data om svensk sjukvård i samband med operationer.
Med data från SPOR går det till exempel att jämföra antalet operationer i Sverige som faktiskt genomförs en särskild vecka med antalet operationer som genomförs en normalvecka.
SPOR drivs med stöd av:
- Svensk Förening för Anestesi och Intensivvård
- Riksföreningen för Anestesi och Intensivvård
- Landstingens Ömsesidiga Försäkringsbolag
- Riksföreningen för operationssjukvård
- Socialstyrelsen
- Sveriges Kommuner och Regioner